# Pavezin
Pavezin település Franciaországban, Loire megyében. Lakosainak száma 399 fő (2022. január 1.). Pavezin La Chapelle-Villars, Chuyer, Pélussin, Sainte-Croix-en-Jarez és Longes községekkel határos.

## Népesség
A település népességének változása:
| Lakosok száma | 175  | 183  | 245  | 262  | 360  | 355  | 354  | 376  | 388  | 399  |
|               | 1968 | 1982 | 1990 | 2006 | 2013 | 2015 | 2017 | 2019 | 2020 | 2022 |